# Adam Dunn
Adam Troy Dunn (Houston, Texas, 9 de noviembre de 1979) es un exbeisbolista estadounidense que jugó para los Cincinnati Reds, Arizona Diamondbacks, Washington Nationals, Chicago White Sox, y Oakland Athletics como jardinero izquierdo, Primera base y bateador designado.

## Trayectoria
Debutó el año 2001 con Cincinnati Reds con un promedio de bateo de .262 en 66 juegos. En 2008 firmó para Arizona Diamondbacks con 44 apariciones en el terreno. Desde 2009 presta sus servicios para Washington Nationals. Con este equipo ha logrado el segundo lugar en home runs para 2010 (38). 
Entre sus números a la ofensiva destacan los, al menos, cuarenta cuadrangulares por temporada en el período 2004-2008. Su posición primaria en el campo ha sido como jardinero izquierdo.